# Laura Martínez Abelenda
Laura Martínez Abelenda, née le 1er décembre 1998, est une judokate espagnole évoluant  dans la catégorie des moins de 48 kg.

## Carrière
Laura Martínez Abelenda est médaillée de bronze dans la catégorie des moins de 48 kg aux Championnats d'Europe de judo 2023 à Montpellier. Aux Jeux olympiques d'été de 2024 à Paris, elle perd le match pour la médaille de bronze dans cette même catégorie face à la Française Shirine Boukli.

## Palmarès

### Compétitions internationales
| Année | Compétition           | Lieu        | Résultat | Catégorie      |
| ----- | --------------------- | ----------- | -------- | -------------- |
| 2023  | Championnats d'Europe | Montpellier | 3e       | Moins de 48 kg |
| 2025  | Championnats du monde | Budapest    | 3e       | Moins de 48 kg |